# The Girl Who Leapt Through Time
Pour plus de détails, voir Fiche technique et Distribution.
The Girl Who Leapt Through Time (時をかける少女, Toki o kakeru shōjo) est un film de science-fiction japonais, réalisé par Nobuhiko Ōbayashi, avec Tomoyo Harada dans le rôle principal, sorti en 1983.

## Fiche technique
- Titre : The Girl Who Leapt Through Time[1]
- Titre original : 時をかける少女 (Toki o kakeru shōjo?)
- Titres anglais alternatifs : The Little Girl Who Conquered Time, Girl Of Time, The Girl Who Cut Time
- Réalisation : Nobuhiko Ōbayashi
- Scénario : Wataru Kenmochi d'après la nouvelle La Traversée du temps de Yasutaka Tsutsui
- Photographie : Yoshitaka Sakamoto
- Montage : Nobuhiko Ōbayashi
- Direction artistique : Kazuo Satsuya
- Musique : Masataka Matsutōya
- Pays de production :  Japon
- Langue originale : japonais
- Format : couleur — 1,85:1 — Format 35 mm — son mono
- Genres : science-fiction, film romantique
- Durée : 104 minutes[2]
- Date de sortie :
  - Japon : 16 juillet 1983[2]

## Distribution
- Tomoyo Harada : Kazuko Yoshiyama
- Ryōichi Takayanagi (ja) : Kazuo Fukamachi
- Toshinori Omi : Goro Asakura
- Yukari Tsuda : Mariko Kamiya
- Ittoku Kishibe : Toshimi Fukushima
- Takako Irie : Tatsu
- Wakaba Irie : Noriko
- Toshie Negishi : Namiko Tachibana
- Akiko Kitamura : Sadako Asakura
- Taizō Masumoto : Takeo Haramichi
- Makoto Naitō : Tetsuyo Yoshiyama
- Ken Uehara : Masaharu Fukamachi
- Yōko Yamashita : Ryoko Yoshiyama
- Nao Asuka (créditée sous le nom d'Izumi Asuka) : une femme en deuil

## Autour du film
C'est la première adaptation cinématographique de la nouvelle La Traversée du temps de Yasutaka Tsutsui parue dans les années 1960 ; suivront un film en 1997 avec Nana Nakamoto, dont Tomoyo Harada sera également la narratrice, puis un film anime en 2006, et un film en 2010 avec Riisa Naka. 
La chanson qui sert de générique au film est le tube homonyme Toki o kakeru shōjo interprété par Tomoyo Harada, écrit par Yumi Matsutoya ; celle-ci le reprendra et le ré-écrira en 1997 pour servir de thème musical au film de 1997 sous le titre Toki no canzone.